# Giuseppe Gonella
Giuseppe Gonella (Udine, 16 marzo 1900 – 5 luglio 1978) è stato un politico italiano.

## Biografia
Esponente del Movimento Sociale Italiano, è eletto alla Camera in occasione delle elezioni politiche del 1958. Riconfermato alle politiche del 1963, rimane a Montecitorio fino al 1968.